# Manfred Günther (Schauspieler)
Manfred Günther (* 21. Mai 1935 in Berlin; † 16. Januar 1989 ebenda) war ein deutscher Schauspieler.

## Leben und Werk
Günther wurde zunächst Maurer und studierte später an der staatlichen Schauspielschule in Berlin-Schöneweide. Von 1959 bis 1961 arbeitete er im Theater Meiningen (DDR). 1960/61 bekam er bei der DEFA zwei größere Rollen. In Westdeutschland, ab 1961 und noch vor dem Mauerbau, arbeitete er zunächst an verschiedenen Theatern, auch in Luzern/Schweiz, dann in zahlreichen Kinofilmen wie Bolwieser (Rainer Werner Fassbinder, 1977), Caspar David Friedrich – Grenzen der Zeit (1986), Molle mit Korn (1989) und TV-Produktionen, darunter Die Schwarzwaldklinik, Tatort und Liebling Kreuzberg. Insgesamt spielte er Rollen in über 280 Produktionen. Er starb noch vor der Maueröffnung.

## Filmografie (Auswahl)
- 1961: Steinzeitballade
- 1961: Der Fall Gleiwitz
- 1967: Flucht ohne Ausweg
- 1975: Tatort – Tod im U-Bahnschacht (Fernsehreihe)
- 1977: Bolwieser
- 1978: Späte Liebe (Fernsehfilm)
- 1979: Kotte (Fernsehfilm)
- 1981: Die Grenze (Fernsehfilm)
- 1982: Tatort: Wat Recht is, mutt Recht bliewen
- 1982: Der Mann auf der Mauer
- 1984: Tatort – Freiwild
- 1984: Der Schrei des Shi-Kai
- 1985: Die Schwarzwaldklinik (Fernsehserie; Folge: Der Dieb)
- 1985: Tatort – Ordnung ist das halbe Sterben
- 1986: Der Drücker
- 1986: Caspar David Friedrich – Grenzen der Zeit
- 1987: Tatort – Tod im Elefantenhaus
- 1988: Liebling Kreuzberg (Fernsehserie; Folge: Die Fehler der Anderen)
- 1989: Molle mit Korn (Fernsehserie; Folgen: Minnamartha und Dem Ende entgegen)
- 1989: Der Leibwächter (Fernsehfilm)[3]